# Cervera (efternamn)
Cervera är ett spanskt efternamn med katalanskt ursprung.
Namnet brukas i de flesta länder med spansktalanade befolkning. Den kanske historiskt mest kände Cervera var amiral i spanska armadan på 1800-talet, Pascual Cervera y Topete. En av de första kände Cervera var en riddare under El Cid, en yrkesmilitär med betydande påverkan i den kristna återerövningen av den dåtida moriska besättningen av Iberiska halvön kring den nutida regionen Valencia.
Cervera sägs härstamma från "landet med kronhjort; terra de cérvòls på katalanska, hjort på latin: cervus elaphus. På den baleariska ön Mallorca där man talar en katalansk dialekt stavas oftast Cervera med inledande S; Servera. 
Legenden säger att endast kungen och Cervera-ätten fick skjuta kronhjortarna, men det finns ingen känd referens om detta.
Cerveras vapenskjöld är en inramad stående kronhjort sedd från sidan på gul botten, där ramen är krönt med en plymförsedd riddarhjälm.